# Discografia de Lizzo
A discografia de Lizzo, uma cantora e rapper norte-americana consiste em quatro álbuns de estúdio, duas mixtapes, dois EPs, 23 singles  e dois singles promocionais.

## Álbuns

### Álbuns de estúdio
| Álbum                                                                            | Detalhes | Melhores posições nas tabelas | Melhores posições nas tabelas | Melhores posições nas tabelas | Melhores posições nas tabelas | Melhores posições nas tabelas | Melhores posições nas tabelas | Melhores posições nas tabelas | Melhores posições nas tabelas | Melhores posições nas tabelas | Melhores posições nas tabelas | Certificações                                            |
| Álbum                                                                            | Detalhes | EUA                           | AUS                           | BEL (FL)                      | CAN                           | ESC                           | HOL                           | IRL                           | NZL                           | SUI                           | UK                            | Certificações                                            |
| -------------------------------------------------------------------------------- | --- | ----------------------------- | ----------------------------- | ----------------------------- | ----------------------------- | ----------------------------- | ----------------------------- | ----------------------------- | ----------------------------- | ----------------------------- | ----------------------------- | -------------------------------------------------------- |
| Lizzobangers                                                                     | - Lançamento: 15 de outubro de 2013 - Gravadora: Totally Gross National Product, Virgin (relançamento em 2014) - Formato(s): CD, vinil, download digital, streaming | —                             | —                             | —                             | —                             | —                             | —                             | —                             | —                             | —                             | —                             |                                                          |
| Big Grrrl Small World                                                            | - Lançamento: 11 de dezembro de 2015 - Gravadora: BGSW - Formato(s): CD, vinil, download digital, streaming                                                         | —                             | —                             | —                             | —                             | —                             | —                             | —                             | —                             | —                             | —                             |                                                          |
| Cuz I Love You                                                                   | - Lançamento: 19 de abril de 2019 - Gravadora: Nice Life, Atlantic - Formato(s): CD, vinil, download digital, streaming                                             | 4                             | 19                            | 83                            | 7                             | 46                            | 68                            | 44                            | 31                            | 75                            | 30                            | - RIAA: Platina - PMB: Ouro - BPI: Ouro - MC: 2× Platina |
| Special                                                                          | - Lançamento: 15 de julho de 2022 - Gravadora: Nice Life, Atlantic - Formato(s): CD, vinil, download digital, streaming                                             | 2                             | 2                             | 42                            | 3                             | 11                            | 13                            | 11                            | 3                             | 14                            | 6                             |                                                          |
| "—" denota gravações que não entraram nas tabelas ou não foram lançadas no país. | |                               |                               |                               |                               |                               |                               |                               |                               |                               |                               |                                                          |

### Mixtapes
| Título                                                | Detalhes                                                                               |
| ----------------------------------------------------- | -------------------------------------------------------------------------------------- |
| Due Process & Product (com Johnny Lewis)              | - Lançamento: 2012 - Gravadora: Independente - Formato(s): Streaming                   |
| We Are the Chalice (com Sophia Eris e Claire de Lune) | - Lançamento: 2012 - Gravadora: Independente - Formato(s): Download digital, streaming |

## Extended plays(EPs)
| Grrrl Prty X Bionik                                                              | - Lançamento: 2015 - Gravadora: BGSW - Formato(s): Download digital, streaming                                                      | —  | —  | — | —  |
| Coconut Oil                                                                      | - Lançamento: 7 de outubro de 2016 - Gravadora(s): Atlantic, Warner, Nice Life - Formato(s): CD, vinil, download digital, streaming | 31 | 21 | 4 | 30 |
| "—" denota gravações que não entraram nas tabelas ou não foram lançadas no país. | |    |    |   |    |

## Singles

### Como artista principal
| Ano                                                                        | Canção                                              | Melhores posições nas tabelas | Melhores posições nas tabelas | Melhores posições nas tabelas | Melhores posições nas tabelas | Melhores posições nas tabelas | Melhores posições nas tabelas | Melhores posições nas tabelas | Melhores posições nas tabelas | Melhores posições nas tabelas | Melhores posições nas tabelas | Certificações                                                                                                 | Álbum                                  |
| Ano                                                                        | Canção                                              | EUA                           | EUA R&B/ HH                   | AUS                           | BEL (FL)                      | CAN                           | ESC                           | HOL                           | IRL                           | NZL                           | UK                            | Certificações                                                                                                 | Álbum                                  |
| -------------------------------------------------------------------------- | --------------------------------------------------- | ----------------------------- | ----------------------------- | ----------------------------- | ----------------------------- | ----------------------------- | ----------------------------- | ----------------------------- | ----------------------------- | ----------------------------- | ----------------------------- | --- | -------------------------------------- |
| 2013                                                                       | "Batches and Cookies" (com part. de Sophia Eris)    | —                             | —                             | —                             | —                             | —                             | —                             | —                             | —                             | —                             | —                             | | Lizzobangers                           |
| 2013                                                                       | "Wegula" (como Grrrl Prty)                          | —                             | —                             | —                             | —                             | —                             | —                             | —                             | —                             | —                             | —                             | | Não adicionado à nenhum álbum          |
| 2013                                                                       | "Night Watch" (como Grrrl Prty)                     | —                             | —                             | —                             | —                             | —                             | —                             | —                             | —                             | —                             | —                             | | Não adicionado à nenhum álbum          |
| 2014                                                                       | "Let 'Em Say" (com Caroline Smith)                  | —                             | —                             | —                             | —                             | —                             | —                             | —                             | —                             | —                             | —                             | | Broad City: Original Series Soundtrack |
| 2014                                                                       | "Paris"                                             | —                             | —                             | —                             | —                             | —                             | —                             | —                             | —                             | —                             | —                             | | Lizzobangers                           |
| 2014                                                                       | "Faded"                                             | —                             | —                             | —                             | —                             | —                             | —                             | —                             | —                             | —                             | —                             | | Lizzobangers                           |
| 2015                                                                       | "Humanize"                                          | —                             | —                             | —                             | —                             | —                             | —                             | —                             | —                             | —                             | —                             | | Big Grrrl Small World                  |
| 2015                                                                       | "Ain't I"                                           | —                             | —                             | —                             | —                             | —                             | —                             | —                             | —                             | —                             | —                             | | Big Grrrl Small World                  |
| 2015                                                                       | "My Skin"                                           | —                             | —                             | —                             | —                             | —                             | —                             | —                             | —                             | —                             | —                             | | Big Grrrl Small World                  |
| 2015                                                                       | "Never Felt Like Christmas"                         | —                             | —                             | —                             | —                             | —                             | —                             | —                             | —                             | —                             | —                             | | Não adicionado à nenhum álbum          |
| 2016                                                                       | "Basement Queens" (com Sad13)                       | —                             | —                             | —                             | —                             | —                             | —                             | —                             | —                             | —                             | —                             | | Não adicionado à nenhum álbum          |
| 2016                                                                       | "Good as Hell" (solo ou com part. de Ariana Grande) | 3                             | 1                             | 6                             | 7                             | 10                            | 2                             | 50                            | 22                            | 10                            | 7                             | - RIAA: 3× Platina - PMB: Ouro - ARIA: 3× Platina - BEA: Ouro - BPI: Platina - MC: 2× Platina - RMNZ: Platina | Coconut Oil e Cuz I Love You           |
| 2016                                                                       | "Phone"                                             | —                             | —                             | —                             | —                             | —                             | —                             | —                             | —                             | —                             | —                             | | Coconut Oil                            |
| 2017                                                                       | "Water Me"                                          | —                             | —                             | —                             | —                             | —                             | —                             | —                             | —                             | —                             | —                             | | Cuz I Love You                         |
| 2017                                                                       | "Truth Hurts"                                       | 1                             | 1                             | 15                            | 50                            | 7                             | 25                            | 78                            | 14                            | 5                             | 29                            | - RIAA: 5× Platina - PMB: Platina - ARIA: 3× Platina - BPI: Ouro - MC: 5× Platina - RMNZ: Platina             | Cuz I Love You                         |
| 2018                                                                       | "Fitness"                                           | —                             | —                             | —                             | —                             | —                             | —                             | —                             | —                             | —                             | —                             | | Não adicionado à nenhum álbum          |
| 2018                                                                       | "Boys"                                              | —                             | —                             | —                             | —                             | 89                            | —                             | —                             | 89                            | —                             | —                             | - RIAA: Ouro - ARIA: Ouro                                                                                     | Cuz I Love You                         |
| 2019                                                                       | "Juice"                                             | 82                            | 26                            | 100                           | —                             | 86                            | 14                            | —                             | 51                            | —                             | 38                            | - RIAA: Platina - PMB: Ouro - BPI: Ouro - MC: Platina                                                         | Cuz I Love You                         |
| 2019                                                                       | "Tempo" (com part. de Missy Elliott)                | —                             | 48                            | —                             | —                             | —                             | —                             | —                             | —                             | —                             | —                             | - RIAA: Ouro - MC: Ouro                                                                                       | Cuz I Love You                         |
| 2020                                                                       | "Cuz I Love You"                                    | —                             | —                             | —                             | —                             | —                             | 54                            | —                             | —                             | —                             | —                             | - RIAA: Ouro                                                                                                  | Cuz I Love You                         |
| "—" denota canções que não entraram nas tabelas ou foram lançadas no país. |                                                     |                               |                               |                               |                               |                               |                               |                               |                               |                               |                               | |                                        |

### Como artista convidada
| 2015                                                                       | "Iko" (N.A.S.A. com part. de Lizzo)                               | —  | —  | Não adicionado à nenhum álbum |
| 2015                                                                       | "Hands Up Don't Shoot!" (N.A.S.A. com part. de Sean Paul & Lizzo) | —  | —  | Não adicionado à nenhum álbum |
| 2019                                                                       | "Blame It on Your Love" (Charli XCX com part. de Lizzo)           | 67 | 69 | Charli                        |
| "—" denota canções que não entraram nas tabelas ou foram lançadas no país. |                                                                   |    |    |                               |

### Singlespromocionais
| Ano  | Canção          | Álbum                         |
| ---- | --------------- | ----------------------------- |
| 2019 | "Stayin' Alive" | Não adicionado à nenhum álbum |

## Outras canções que entraram nas tabelas
| Ano  | Camvao     | Melhor posição nas tabelas | Álbum          |
| Ano  | Camvao     | BEL (FL) Urban             | Álbum          |
| ---- | ---------- | -------------------------- | -------------- |
| 2019 | "Soulmate" | 29                         | Cuz I Love You |

## Outras aparições
| Ano  | Canção                     | Outro(s) artista(s)                    | Álbum                                   |
| ---- | -------------------------- | -------------------------------------- | --------------------------------------- |
| 2012 | "Give It to Mikey"         | Mike Mictlan                           | Snaxxx                                  |
| 2012 | "I Still Love H.E.R."      | Greg Grease                            | Cornbread, Pearl & G                    |
| 2012 | "Eight"                    | Big Cats!                              | For My Mother                           |
| 2013 | "Homegirl"                 | Crunchy Kids                           | —                                       |
| 2013 | "Couldn't Breathe"         | Botzy                                  | Buck Fotzy                              |
| 2013 | "Be a Man"                 | Buddakao                               | Save a Place for Me                     |
| 2013 | "What We Do"               | Buddakao                               | Save a Place for Me                     |
| 2013 | "Anyway"                   | Buddakao                               | Save a Place for Me                     |
| 2013 | "Keep Diggin'"             | Mixed Blood Majority                   | —                                       |
| 2013 | "They Can't Come"          | P.O.S                                  | WDELH/MDS/RMX                           |
| 2013 | "Piano Hits"               | P.O.S                                  | WDELH/MDS/RMX                           |
| 2014 | "Cold Shoulder"            | Sean Anonymous & DJ Name               | —                                       |
| 2014 | "New Eyes"                 | Clean Bandit                           | New Eyes                                |
| 2014 | "Boytrouble"               | Prince e 3rdeyegirl                    | Plectrumelectrum                        |
| 2014 | "Torn Apart"               | Bastille, GRADES                       | Vs. (Other People's Heartache, Pt. III) |
| 2015 | "Big Bang"                 | Sean Anonymous & Dimitry Killstorm     | Better Days                             |
| 2016 | "Boiled Peanuts"           | Astronautalis                          | Cut the Body Loose                      |
| 2016 | "YDLM"                     | The Griswolds                          | High Times for Low Lives                |
| 2016 | "Puffer" (Lazerbeak Remix) | Speedy Ortiz                           | Foiled Again                            |
| 2017 | "Sleepdrone/Superposition" | P.O.S                                  | Chill, Dummy                            |
| 2018 | "Karaoke"                  | Big Freedia                            | 3rd Ward Bounce                         |
| 2018 | "Errybody Say Love"        | Elenco de RuPaul's Drag Race All Stars | —                                       |
| 2018 | "Don't Funk It Up"         | Elenco de RuPaul's Drag Race All Stars | —                                       |
| 2020 | "A Change Is Gonna Come"   | —                                      | One World: Together at Home             |